# HTC Touch2
HTC Touch2 (кодовое имя HTC Mega, модельный индекс HTC T3333) — коммуникатор фирмы HTC под управлением Windows Mobile 6.5.